# 051C型导弹驱逐舰
051C型导弹驱逐舰（北约代号：旅州级，英文：Lüzhou）是中国人民解放军海军装备的加装远程区域防空导弹系统具有区域防空能力的导弹驱逐舰。在上海江南造船厂建造的052B型/052C型导弹驱逐舰依次加入现役后，由大连造船厂制造的051C型驱逐舰以先前成熟可靠的051B型驱逐舰的舰体设计为基础，引进装备了俄制“里夫”改进型舰载防空导弹系统（导弹是基于S-300PMU系统的舰载型号，北约代号：SA-N-6C“怨言”）。051C型与中国海军当时新装备的052B/C型发展脉络迥然不同的技术装备曾引起不少的疑惑与猜想，但後來解放軍的主力艦確定由052系列擔任。

## 建造背景
“里夫”防空导弹系统是前苏联时代开发的基于S-300F远程防空导弹的舰载型（北约编号SA-N-6）。由于S-300F区域防空导弹体积较大，实际上前苏联海军装载S-300导弹舰载型的军舰都是万吨级以上的导弹巡洋舰如光荣级和基洛夫级，而在8000吨以下的防空/反舰任务舰：现代级导弹驱逐舰上装备的则是较轻型的3K90 M-22“无风”舰载防空导弹系统（北约编号SA-N-7）。但是“无风”防空导弹射程较近（射程25千米级），只能勉强称为区域防空导弹，并且不具备拦截战术弹道导弹的能力。
在051C下水前，中国人民解放军海军设计最先进的用于区域防空的现役导弹驱逐舰是052C型驱逐舰170/171两舰，但是有猜测某些设备存在可靠性问题，例如有报道称其上装备的中国自制海红旗-9（HHQ-9）区域防空导弹性能尚未达到预期指标，需要继续实验和改进，且仅有的两艘052C也被安排在南海舰队。另外当时也有一种猜测北海舰队迫切的需要可以立即投入使用的区域防空舰，用于在渤海及黄海海域延伸首都防空圈的纵深，弥补陆基S-300防空阵地在海上的薄弱衔接环节，并提供了一定的海基反弹道导弹拦截能力（另有分析认为在不具有S-300PMU系统的83M6防空指挥系统的前提下，不具备反弹道导弹能力，仅是舰队区域防空功能，作为052C上新系统研制遇到拖延的的备份）。因此，中国把购自俄罗斯的两套“里夫”改进型防空导弹系统直接塞到051B型驱逐舰船身中，虽然这套系统相对6000多吨的船身而言有点过大了，但却迅速形成了战斗力，而且由于装备了俄制“墓碑”相控阵雷达，051C型被军迷誉为“中华俄式神盾”舰；相比之下052C型“中华神盾”舰虽然技术更先进，国产化程度更高，但在那時候其整套系统却仍处于实验和改进阶段。也有分析认为本型舰计划有可能早于052C型來先解決需求，最終因防空导弹系统交付延期，拖后了建造和服役计划才會出現姍姍來遲的狀況。

## 概貌

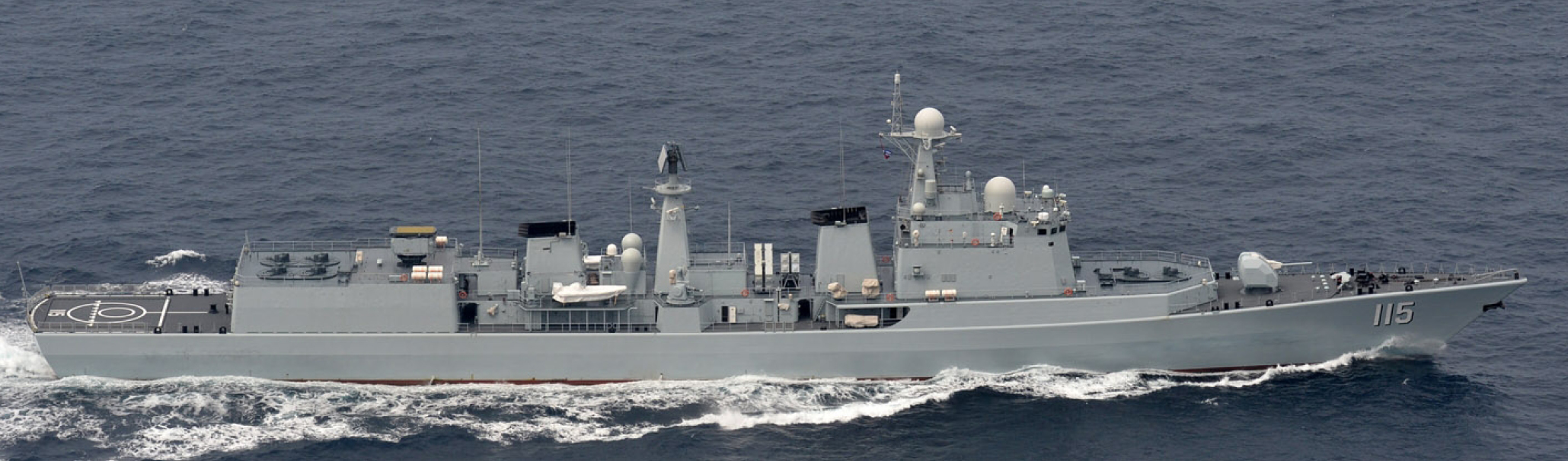
沈阳舰

051C型舰体基本上沿袭了167“深圳”舰（即051B型驱逐舰）舰体总体设计，与051B型驱逐舰一样采用了蒸汽动力装置。最显著的特征是装备来自俄罗斯的改进型“里夫”防空导弹系统与“墓碑”相控阵雷达，主要担负编队区域防空的任务。舰艉有直升飞机起降平台，平台之前外观类似机库的上层建筑，实际是容纳4个单元防空导弹垂直发射装置，另有2个单元垂直发射装置安装在舰桥之前。而与052、051B和052B等型驱逐舰携带有16枚之多的反舰导弹不同的是，仅配备了两个四联装鹰击-83型反舰导弹8枚。051C型舰艏安装有一座单管100毫米全自动主炮，还在舯部两舷装备有2座730型近防炮系统。

## 服役情况
051C型驱逐舰在大连造船厂建造，推测首制舰在2003年底动工，该型共建造两艘，全部部署在中國人民解放軍海軍北海舰队驱逐舰第一支队。
2013年11月26日，中国首艘航空母舰辽宁舰从青岛赴南海训练活动时，包括两艘051C型“沈阳”舰、“石家庄”舰进行伴随护航。
- 沈阳舰（舷号115）为该型舰首制艦，于2005年后期完成了系统安装，2006年11月28日交付加入北海舰队。2009年4月23日庆祝中國人民解放軍海軍成立60周年海上閱兵，115“沈阳”舰担任分列式受阅舰。2013年7月5日“沈阳”舰（编队指挥舰）、“石家庄”舰等4艘驱逐舰、2艘护卫舰、1艘补给舰抵达俄罗斯符拉迪沃斯托克举行“海上联合—2013”中俄海上联合军事演习。
- 石家庄舰（舷号116）为该型舰2号舰。于2007年3月交付加入北海舰队。2009年4月23日庆祝中國人民解放軍海軍成立60周年海上閱兵，116“石家庄”舰担任主检阅舰。2018年4月12日南海海域海上阅兵，116号在“航母打击梯队”里亮相[2]。

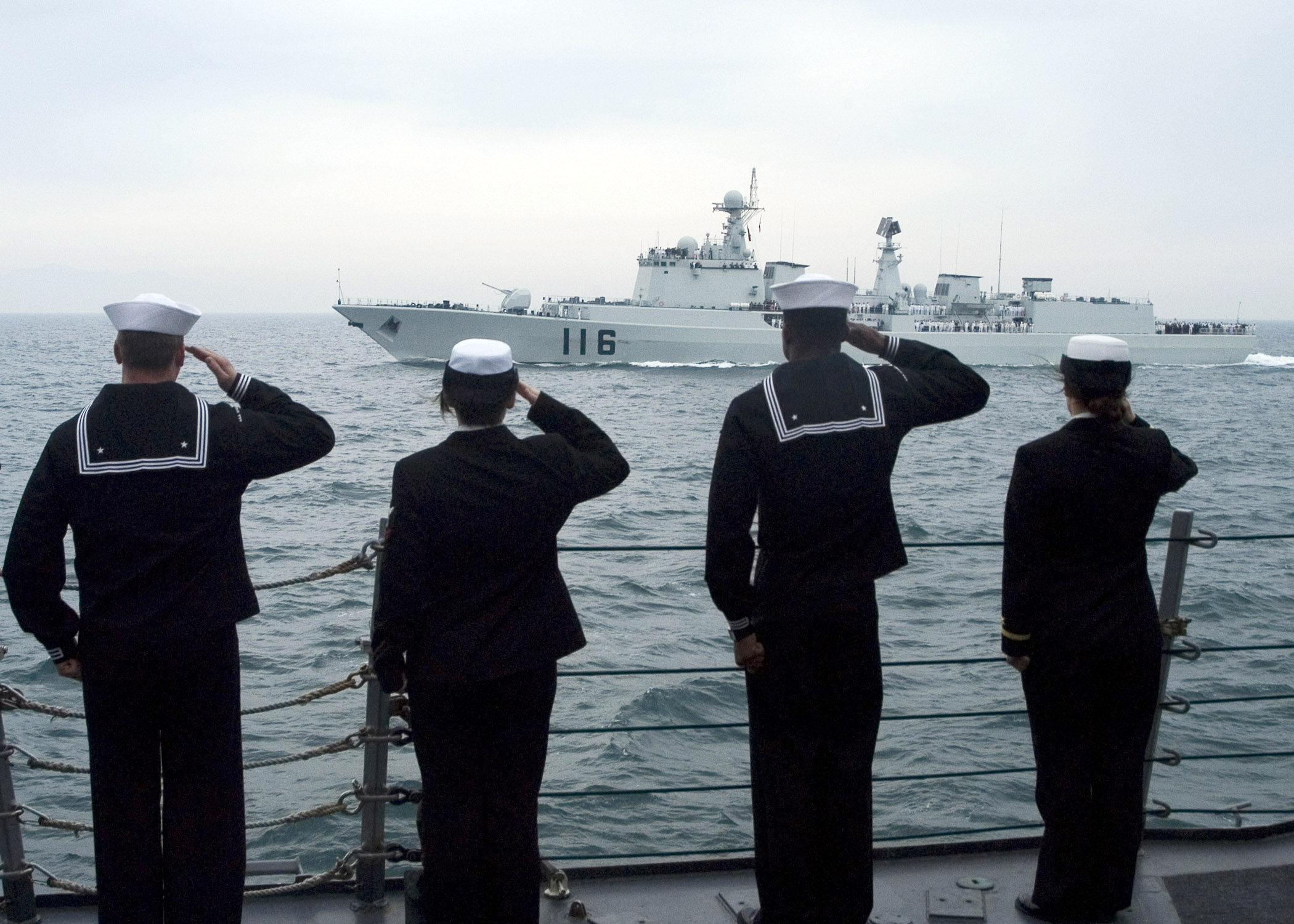
庆祝人民海军建军第六十周年国际舰队检阅时担任主检阅舰的116号"石家庄"舰

## 脚注
1. ↑  本型號擔當了052c的武器技術驗證角色